# Thế vận hội
Thế vận hội hay Olympic  , còn có tên gọi cũ là Thế giới vận động hội, là cuộc tranh tài trong nhiều môn thể thao giữa các quốc gia trên toàn thế giới. Thế vận hội gồm Thế vận hội Mùa hè và Thế vận hội Mùa đông được tổ chức xen kẽ nhau 2 năm/lần (vào các năm chẵn). Đây là một đại hội thể thao không chỉ là đua sức thể lực mà còn mang ý nghĩa biểu trưng cho tinh thần đoàn kết, hòa bình của toàn nhân loại.
Thế vận hội bắt nguồn từ các cuộc thi đấu thể thao thời Hy Lạp cổ đại từ năm 776 trước Công Nguyên cho đến khi Hoàng đế La Mã là Theodosius I cấm đoán vào năm 394. Và Thế vận hội hiện đại được Nam tước người Pháp Pierre Frèdy de Coubertin tổ chức lần đầu tiên vào cuối thế kỷ 19.
Thế vận hội Mùa hè được diễn ra cứ 4 năm một lần từ năm 1896, trừ những năm diễn ra chiến tranh thế giới (như Chiến tranh thế giới thứ hai).
Thế vận hội Mùa đông được thành lập vào năm 1924 cho những môn thể thao mùa đông. Mới đầu nó được tổ chức cùng năm với Thế vận hội mùa hè, nhưng từ năm 1994, Thế vận hội mùa đông và Thế vận hội mùa hè diễn ra xen kẽ nhau 2 năm/lần.
Hơn 13.000 vận động viên cạnh tranh tại Thế vận hội Mùa hè và Thế vận hội Mùa đông ở 33 môn thể thao khác nhau và gần 400 cuộc thi. có các môn thể thao như cầu lông , bóng chuyền , bóng đá , chạy 100m , nhảy cao, nhảy xa , ném lao.....vv
Thế vận hội đã ảnh hưởng rộng lớn trên toàn thế giới. Thế nhưng, thế vận hội vẫn còn nhiều thách thức lớn như sử dụng chất doping trong thi đấu, khủng bố. 

## Lịch sử và những biến động trong thế vận hội
- Cách đây hơn 2700 năm, người Hy Lạp cổ đã tổ chức Đại hội Thể thao Olympic tại bán đảo Peloponnesus, cứ 4 năm/lần. Trong thời gian thi đấu, các thành bang không được mang vũ khí vào đấu trường hay đánh nhau.
- Năm 1896, Thế vận hội hiện đại lần đầu tiên được tổ chức tại Athena, Hy Lạp.
- Năm 1900, Thế vận hội Mùa hè lần thứ 2 tổ chức tại Paris, Pháp.
- Năm 1904, Thế vận hội Mùa hè lần thứ 3 tổ chức tại St. Louis, Hoa Kỳ, là lần đầu tiên được tổ chức tại Bắc Mỹ và cũng là lần đầu tiên Thế vận hội Mùa hè không tổ chức ở thủ đô.
- Năm 1908, Thế vận hội Mùa hè lần thứ 4 tổ chức tại London, Vương quốc Anh.
- Năm 1912, Thế vận hội Mùa hè lần thứ 5 tổ chức tại Stockholm, Thụy Điển.
- Năm 1913, lá cờ năm vòng tròn được thiết kế.
- Năm 1914, lá cờ năm vòng tròn lần đầu tiên được sử dụng tại Paris.
- Năm 1916, Thế vận hội Mùa hè lần thứ 6 không tổ chức do ảnh hương của chiến tranh thế giới lần thứ nhất.
- Năm 1920, Thế vận hội Mùa hè lần thứ 7 tổ chức tại Antwerp, Bỉ.
- Năm 1924, Thế vận hội Mùa hè lần thứ 8 tổ chức tại Paris, Pháp và Paris trở thành thành phố đầu tiên hai lần tổ chức Thế vận hội Mùa hè. Cũng trong năm này, Thế vận hội Mùa đông lần đầu tiên được tổ chức tại Chamonix, Pháp và Pháp trở thành quốc gia đầu tiên trên thế giới tổ chức Thế vận hội Mùa hè lẫn Thế vận hội Mùa đông.
- Năm 1928, Thế vận hội Mùa hè lần thứ 9 tổ chức tại Amsterdam, Hà Lan. Cũng trong năm này, Thế vận hội Mùa đông lần thứ 2 tổ chức tại St. Moritz, Thụy Sĩ.
- Năm 1932, Thế vận hội Mùa hè lần thứ 10 tổ chức tại Los Angeles, Hoa Kỳ và Hoa Kỳ trở thành quốc gia thứ hai sau Pháp hai lần tổ chức Thế vận hội Mùa hè. Cũng trong năm này, Thế vận hội Mùa đông lần thứ 3 tổ chức tại Lake Placid, New York, Hoa Kỳ và Hoa Kỳ trở thành quốc gia thứ hai sau Pháp trên thế giới tổ chức Thế vận hội Mùa hè lẫn Thế vận hội Mùa đông.
- Năm 1936, Thế vận hội Mùa hè lần thứ 11 tổ chức tại Berlin, Đức. Cũng trong năm này, Thế vận hội Mùa đông lần thứ 4 tổ chức tại Garmisch-Partenkirchen, Đức và Đức trở thành quốc gia thứ ba sau Pháp và Hoa Kỳ tổ chức Thế vận hội Mùa hè lẫn Thế vận hội Mùa đông.
- Các năm 1940 và 1944, Thế vận hội Mùa hè và Thế vận hội Mùa đông không tổ chức do ảnh hưởng của chiến tranh thế giới lần thứ hai.
- Năm 1948, Thế vận hội Mùa hè lần thứ 14 tổ chức tại London, Vương quốc Anh và London trở thành thành phố thứ hai sau Paris hai lần tổ chức Thế vận hội Mùa hè. Cũng trong 1948, Thế vận hội Mùa đông lần thứ 5 tổ chức tại St. Moritz, Thụy Sĩ và Thụy Sĩ trở thành quốc gia đầu tiên hai lần tổ chức Thế vận hội Mùa đông.
- Năm 1952, Thế vận hội Mùa hè lần thứ 15 tổ chức tại Helsinki, Phần Lan. Cũng trong năm này, Thế vận hội Mùa đông lần thứ 6 tổ chức tại Oslo, Na Uy.
- Năm 1956, Thế vận hội Mùa hè lần thứ 16 tổ chức tại Úc và là lần đầu tiên được tổ chức tại châu Đại Dương. Cũng trong 1956, Thế vận hội Mùa đông lần thứ 7 tổ chức tại Cortina d'Ampezzo, Ý.
- Năm 1960, Thế vận hội Mùa hè lần thứ 17 tổ chức tại Roma, Ý và Ý trở thành quốc gia thứ tư sau Pháp và Hoa Kỳ tổ chức Thế vận hội Mùa hè lẫn Thế vận hội Mùa đông. Cũng trong năm này, Thế vận hội Mùa đông lần thứ 8 tổ chức tại Thung lũng Squaw, California, Hoa Kỳ và Hoa Kỳ trở thành quốc gia thứ hai sau Thụy Sĩ hai lần tổ chức Thế vận hội Mùa đông.
- Năm 1964, Thế vận hội Mùa hè lần thứ 18 tổ chức tại Tokyo, Nhật Bản và là lần đầu tiên được tổ chức tại châu Á. Cũng trong năm này, Thế vận hội Mùa đông lần thứ 9 tổ chức tại Innsbruck, Áo.
- Năm 1968, Thế vận hội Mùa hè lần thứ 19 tổ chức tại Thành phố México, México. Cũng trong 1968, Thế vận hội Mùa đông lần thứ 10 tổ chúc tại Grenoble, Pháp và Pháp trở thành quốc gia thứ ba sau Thụy Sĩ và Hoa Kỳ hai lần tổ chức Thế vận hội Mùa đông.
- Năm 1972, Thế vận hội Mùa hè lần thứ 20 tổ chúc tại München, Đức (lúc này là Tây Đức) và Đức trở thành quốc gia thứ tư sau Pháp, Hoa Kỳ và Anh hai lần tổ chức Thế vận hội Mùa hè. Cũng trong năm này, Thế vận hội Mùa đông lần thứ 11 tổ chức tại Sapporo, Nhật Bản, là lần đầu tiên Thế vận hội Mùa đông được tổ chức tại châu Á và Nhật Bản trở thành quốc gia châu Á đầu tiên tổ chức Thế vận hội Mùa hè lẫn Thế vận hội Mùa đông.
- Năm 1976, Tại Thế vận hội Mùa hè lấn thứ 21, Thủ tướng Hy Lạp Konstantinos Karamanlis đã viết thư gửi Chủ tịch nhiệm kỳ thứ sáu của Olympic là Killanin, yêu cầu vĩnh viễn đặt địa điểm tổ chức Olympic tại Hy Lạp, nhưng sau đó quyền đăng cai thuộc về Montreal, Canada. Cũng trong năm này, Thế vận hội Mùa đông lần thứ 12 tổ chức tại Innsbruck, Áo và Áo trở thành quốc gia thứ ba sau Hoa Kỳ và Pháp hai lần tổ chức Thế vận hội Mùa đông.
- Năm 1980, Thế vận hội Mùa hè lần thứ 22 tổ chức tại Moskva, Nga (lúc này là Liên Xô) và là lần đầu tiên Thế vận hội Mùa hè được tổ chức tại một quốc gia có diện tích lớn nhất thế giới. Cũng trong năm này, Thế vận hội Mùa đông lần thứ 13 tổ chức tại Lake Placid, New York, Hoa Kỳ và Lake Placid trở thành thành phố đầu tiên cũng như Hoa Kỳ trở thành quốc gia đầu tiên trên thế giới ba lần tổ chức Thế vận hội Mùa đông.
- Năm 1982, Karamanlis được bầu làm Tổng thống, tiếp tục đưa ra yêu cầu tương tự nhưng Thế vận hội vẫn phải được các thành phố lớn trên thế giới chia nhau tổ chức.
- Năm 1984, Thế vận hội Mùa hè lần thứ 23 tổ chức tại Los Angles, Hoa Kỳ và Los Angles trở thành thành phố thứ ba trên thế giới sau Paris và London hai lần tổ chức Thế vận hội Mùa hè. Cũng trong năm này, Thế vận hội Mùa đông lần thứ 14 tổ chức tại Sarajevo, Bosna và Hercegovina (lúc này là Nam Tư).
- Năm 1988, Thế vận hội Mùa hè lần thứ 24 tổ chức tại Seoul, Hàn Quốc. Cũng trong năm này, Thế vận hội Mùa đông lần thứ 15 tổ chức tại Calgary, Canada và Canada trở thành quốc gia thứ tư sau Thụy Sĩ, Hoa Kỳ và Pháp tổ chức Thế vận hội Mùa hè lẫn Thế vận hội Mùa đông.
- Năm 1992, Thế vận hội Mùa hè lần thứ 25 tổ chức tại Barcelona, Tây Ban Nha và cũng là lần đầu tiên Thế vận hội Mùa hè tổ chức tại một quốc gia thuộc bán đảo Iberia. Cũng trong năm này, Thế vận hội Mùa đông lần thứ 16 tổ chức tại Albertville, Pháp và Pháp trở thành quốc gia thứ hai sau Hoa Kỳ ba lần tổ chức Thế vận hội Mùa đông.
- Năm 1994, Thế vận hội Mùa đông lần thứ 17 tổ chức tại Lillehammer, Na Uy và Na Uy trở thành quốc gia châu Âu thứ ba sau Thụy Sĩ và Áo hai lần tổ chức Thế vận hội Mùa đông và cũng từ đây, Thế vận hội Mùa đông và Thế vận hội Mùa hè không được tổ chức cùng một năm.
- Năm 1996 Thế vận hội Mùa hè lần thứ 26 tổ chức tại Atlanta, Georgia, Hoa Kỳ và Hoa Kỳ trở thành quôc gia đầu tiên bốn lần tổ chức Thế vận hội Mùa hè.
- Năm 1998, Thế vận hội Mùa đông lần thứ 18 tổ chức tại Nagano, Nhật Bản, đồng thời Nhật Bản trở thành quốc gia đầu tiên của châu Á hai lần đăng cai Thế vận hội Mùa đông.
- Năm 2000, Thế vận hội Mùa hè lần thứ 27 tổ chức tại Sydney, Úc và Úc trở thành quốc gia châu Đại Dương đầu tiên hai lần tổ chức Thế vận hội Mùa hè.
- Năm 2002, lần thứ 4, Salt Lake, Utah, Hoa Kỳ được đăng cai tổ chức Olympic mùa đông lần thứ 19 và Hoa Kỳ trở thành quốc gia đầu tiên bốn lần tổ chức Thế vận hội Mùa đông.
- Năm 2004, Thế vận hội Mùa hè lần thứ 28 tổ chức Athena, Hy Lạp và Hy Lạp trở thành quốc gia châu Âu thứ ba sau Pháp và Anh hai lần tổ chức Thế vận hội Mùa hè.
- Năm 2006, Thế vận hội Mùa đông lần thứ 20 tổ chức tại Torino, Ý và Ý trở thành quốc gia thứ ba sau Áo và Na Uy hai lần tổ chức Thế vận hội Mùa đông.
- Năm 2008, Thế vận hội Mùa hè lần thứ 29 tổ chức tại Bắc Kinh, Trung Quốc và là đầu tiên được tổ chức tại một quốc gia và vùng lãnh thổ (môn đua ngựa diễn ra ở Hồng Kông).
- Năm 2010, Thế vận hội Mùa đông lần thứ 21 tổ chức tại Vancouver, Canada và Canada trở thành quốc gia thứ hai châu Mỹ sau Hoa Kỳ hai lần tổ chức Thế vận hội Mùa đông. Cũng trong năm này, Thế vận hội Trẻ Mùa hè lần đầu tiên được tổ chức tại Singapore và Singapore trở thành quốc gia Đông Nam Á duy nhất tổ chức sự kiện này.
- Năm 2012, lần thứ 3, London, Anh được đăng cai tổ chức Olympic lần thứ 30 và London trở thành thành phố đầu tiên trên thế giới ba lần tổ chức Thế vận hội Mùa hè. Cũng trong năm này, Thế vận hội Trẻ Mùa đông lần đầu tiên tổ chức tại Innsbruck, Áo và Innsbruck trở thành thành phố đầu tiên của châu Âu tổ chức Thế vận hội Mùa đông lẫn Thế vận hội Trẻ Mùa đông.
- Năm 2014, Thế vận hội Mùa đông lần thứ 22 tổ chức tại Sochi, Nga và là lần đầu tiên được tổ chức tại một quốc gia có diện tích lớn nhất thế giới. Cũng trong năm này, Thế vận hội Trẻ Mùa hè lần thứ hai được tổ chức tại Nam Kinh, Trung Quốc.
- Năm 2016, Thế vận hội Mùa hè lần thứ 31 tổ chức tại Rio de Janeiro, Brasil và là lần đầu tiên được tổ chức tại Nam Mỹ. Cũng trong năm này, Thế vận hội Trẻ Mùa đông lần thứ hai tổ chức tại Lillehammer, Na Uy và Na Uy trở thành quốc gia châu Âu thứ hai sau Áo tổ chức Thế vận hội Mùa đông lẫn Thế vận hội Trẻ Mùa đông.
- Năm 2018, Thế vận hội Mùa đông lần thứ 23 tổ chức tại Pyeongchang, Hàn Quốc, là lần đầu tiên được tổ chức tại một vùng ngoại ô và Hàn Quốc trở thành quốc gia châu Á thứ hai sau Nhật Bản tổ chức Thế vận hội Mùa hè lẫn Thế vận hội Mùa đông. Cũng trong năm này, Thế vận hội Trẻ Mùa hè lần thứ ba tổ chức tại Buenos Aires, Argentina và là lần đầu tiên Thế vận hội Trẻ Mùa hè được tổ chức tại Nam Mỹ.
- Năm 2020, Thế vận hội Mùa hè lần thứ 32 tổ chức tại Tokyo, Nhật Bản và trở thành thành phố đầu tiên của châu Á hai lần đăng cai Thế vận hội Mùa hè (đã dời sang năm 2021 và cũng là kì Thế vận hội Mùa hè đầu tiên không có sự cổ vũ của khán giả vì ảnh hưởng của đại dịch COVID-19,cũng là kỳ TVH đầu tiên tổ chức năm lẻ). Cũng trong năm này, Thế vận hội Trẻ Mùa đông lần thứ ba tổ chức tại Lausanne, Thụy Sĩ.
- Năm 2022, Thế vận hội Mùa đông lần thứ 24 tổ chức tại Bắc Kinh, Trung Quốc, trở thành thành phố đầu tiên trên thế giới đăng cai cả Thế vận hội Mùa hè cũng như Thế vận hội Mùa đông và Trung Quốc trở thành quốc gia châu Á thứ ba tổ chức Thế vận hội Mùa hè lẫn Thế vận hội Mùa đông. Cũng trong năm này, Thế vận hội Trẻ Mùa hè không tổ chức do ảnh hương của đại dịch COVID-19.
- Năm 2024, lần thứ 3, Pháp được đăng cai tổ chức Olympic mùa hè lần thứ 33 và cũng là lần thứ 3 Paris tổ chức Olympic mùa hè sau London. Cũng trong năm này, Thế vận hội Trẻ Mùa đông lần thứ tư tổ chức tại Gangwon, Hàn Quốc.
- Năm 2026, lần thứ 3, Ý được đăng cai tổ chức Olympic mùa đông lần thứ 25, là lần thứ hai Cortina d'Ampezzo, cũng là lần đầu tiên Milano tổ chức Olympic mùa đông và Ý trở thành quốc gia thứ hai của châu Âu sau Pháp ba lần tổ chức Thế vận hội Mùa đông. Cũng trong năm này, Thế vận hội Trẻ Mùa hè lần thứ tư tổ chức tại Dakar, Sénégal và là lần đầu tiên Thế vận hội Trẻ Mùa hè được tổ chức tại châu Phi.
- Năm 2028, lần thứ 5, Hoa Kỳ được đăng cai tổ chức Olympic mùa hè lần thứ 34, cũng là lần thứ ba Los Angeles tổ chức Olympic mùa hè sau London và Paris và Hoa Kỳ trở thành quốc gia đầu tiên trên thế giới năm lần tổ chức Thế vận hội Mùa hè.
- Năm 2032, lần thứ 3, Úc được đăng cai tổ chức Olympic mùa hè, cũng là lần đầu tiên Brisbane tổ chức Olympic mùa hè và Úc trở thành quốc gia châu Đại Dương đầu tiên ba lần tổ chức Thế vận hội Mùa hè.

## Đại hội Olympic cổ đại
Đại hội Olympic (cổ đại) là lễ hội nổi tiếng nhất trong bốn lễ hội quốc gia của Hy Lạp cổ đại (ba lễ hội kia là lễ Isthmian, Pythian và Nemean). Đại hội Olympic cổ đại được tổ chức vào mùa hè cứ bốn năm một lần tại đền thờ thần Zeus ở thành phố Olympia. Đại hội này có từ năm 776 TCN. Người chiến thắng đầu tiên trong Đại hội Olympic là Koroibos.
Người Hy Lạp thời đó tin rằng chư thần bảo hộ cho các kỳ Thế vận hội Olympic, do đó những cuộc thi đấu này thể hiện tính thống nhất về văn hóa của các thành bang bị chia rẽ về chính trị. Các cuộc thi chỉ dành cho những người đàn ông danh giá của dòng dõi người Hy Lạp. Kể từ khi một lực sĩ không may bị tuột quần vào thế kỷ thứ 7 trước Công nguyên, các lực sĩ đều phải trần truồng khi thi đấu. Họ đều là những người chuyên nghiệp, được tập luyện tốt.
Các sự kiện khác thì không được biết rõ, nhưng ngày đầu tiên của Đại hội được dùng cho việc tế lễ. Rất có thể bắt đầu ngày thứ hai là môn đi bộ, khán giả tụ họp lại trong "Stadion", một khu vực hình chữ nhật được làm dốc nghiêng trên mặt đất.
Vào những ngày khác là môn "đô vật tự do Hy Lạp" (môn này là sự kết hợp giữa đấu vật và đấu quyền - giống quyền Anh). Luật chơi của môn thể thao đầu tiên này là quăng đối thủ xuống đất 3 lần.
Quyền thuật (giống quyền Anh) càng ngày càng tàn bạo; đầu tiên những đấu thủ phải quấn dây da mềm quanh các ngón tay của họ như một cách làm yếu những cú đấm, nhưng những lần sau đó là da cứng, đôi khi họ còn làm nặng thêm bằng kim loại. Môn đô vật tự do là môn thể thao rất khắt khe, cuộc thi tiếp diễn cho đến khi một trong các đấu thủ được xem như thất bại.
Môn đua ngựa thì mỗi người điều khiển một con Sau môn đua ngựa là đến điền kinh năm môn phối hợp bao gồm vật, ném dĩa, phóng lao, nhảy xa và chạy nước rút.
Con số chính xác của những môn thể thao và phương pháp dùng để xác định người thắng cuộc thì vẫn chưa biết. Cái dĩa trong môn ném dĩa làm bằng đồng, có lẽ có hình thấu kính. Còn cây lao thì có một cuộn dây cột ở đầu cán nhằm tạo ra lực quay để có tầm xa và chính xác hơn. Còn môn nhảy thì chỉ có nhảy xa, không có nhảy cao. Môn cuối cùng là môn chạy có mặc áo giáp. Những người thắng cuộc được đội trên đầu một vòng hoa Ôliu dại. Được các nhà thơ ca tụng, họ sống quãng đời còn lại bằng kinh phí của nhà nước.
Đại hội Olympic cổ đại đã lên đến đỉnh cao của tính đại chúng vào thế kỷ thứ 5 và 4 trước Công nguyên. Xứ Sparta đã nhiều lần thắng cuộc. Xứ Athena trong thời đại hoàng kim đã bốn lần thắng giải, nhưng thành công vang dội nhất vẫn là thành phố Elis, quê hương của Coroebus. Vận động viên kiệt xuất nhất Hy Lạp cổ đại là Milo người xứ Croton, đã liên tiếp thắng giải năm kỳ Thế vận hội từ năm 536 cho đến năm 520 trước Công nguyên. Trong lần cuối cùng, ông ta vác trên vai một con vật tế thần bước vào sân vân động, trước khi ngồi xuống ăn thịt nó. Người ta kể rằng vào năm 496 trước Công nguyên, vua Alexandros I xứ Macedonia tham gia Đại hội Olympic. Người ta từ chối vì cho ông là vua man rợ, chứ không hoàn toàn là người Hy Lạp. Nhưng nhà vua xưng ông là con cháu của thần Heracles, ông đã đạt nhiều chiến thắng trong Đại hội Olympic và được nhà thi hào Pindar tán dương. Tuy phụ nữ không được tham gia các kỳ Đại hội, trong lịch sử Hy Lạp xưa vẫn có vài vận động viên nữ thắng giải Olympic. Nổi tiếng nhất là Kyniska - con gái của vua Archidamus II xứ Sparta, chiến thắng môn đua ngựa. Nàng cho người xây cất hai tượng đài của mình tại Olympía, một trong hai tượng đài đó có một bài thơ do nàng viết nên để ca ngợi chiến thắng của mình.
Đội tuyển của vua Philippos II xứ Macedonia cũng thắng giải đua ngựa vào năm 356 trước Công nguyên, đúng vào ngày Alexandros ra đời, góp phần tạo nên lời tiên tri đúng đắn rằng Alexandros sau này sẽ là một ông vua bách chiến bách thắng. Đến cả khi Ki-tô giáo được truyền vào Hy Lạp, các kỳ Đại hội thể thao Olympic vẫn luôn được tổ chức. Sứ đồ Phaolô hẳn là một người hâm mộ, dù ông không phải là một vận động viên của Đại hội Olympic. Ông viết: "Tôi đã tham gia một cuộc thi đấu thật hay. Tôi đã chạy trên sân vận động. Tôi đã giữ niềm tin". Câu nói này đã lưu danh vào lịch sử Đại hội Olympic ở Hy Lạp xưa. Những kỳ Đại hội Olympic được tổ chức vào năm 388 hoặc là 393. Người chiến thắng cuối cùng được ghi nhận là một vận động viên người xứ Armenia. Khoảng năm 394, khi Hoàng đế La Mã là Theodosius I Đại Đế ban Thánh chỉ cấm đoán Đa thần giáo và công nhận Ki-tô giaó là quốc giáo của Đế quốc La Mã, ông ta đã hủy bỏ Đại hội Olympic cổ đại. Vào năm 426, có lẽ là do Hoàng đế Theodosius II xuống Thánh chỉ đốt sạch các miếu thờ Đa Thần giáo trên vùng Địa Trung Hải, đền thờ thần Thần Zeus bị đốt rụi. Không những thế, do thời đó liên tục có những trận động đất và lũ lụt, người ta không thể tổ chức Đại hội được nữa. Ý tưởng về Đại hội thể thao Olympic được hồi sinh vào đầu thế kỷ thứ 19.

## Thế vận hội Olympic hiện đại

### Giới thiệu
Đại hội thể thao Olympic hiện đại (Thế vận hội), cuộc thi thể thao quốc tế để các vận động viên thể thao từ các nước khác nhau tranh tài, tổ chức 4 năm một lần tại những nơi khác nhau. Có hai loại Đại hội Olympic là Olympic mùa Hè và Olympic mùa Đông. Qua năm 1992 cả hai Thế vận hội được tổ chức cùng năm, nhưng từ năm 1994 thì được đổi lại sao cho cả hai sự kiện thể thao này diễn ra trong các năm xen kẽ nhau. Ví dụ như Olympic mùa Đông tổ chức năm 1994 thì Olympic mùa Hè tổ chức năm 1996, kế đến Olympic mùa Đông diễn ra năm 1998 và Olympic mùa Hè thì diễn ra vào năm 2000.
Đại hội thể thao Olympic hiện đại bắt đầu vào năm 1896 tại Aten (Athens), Hy Lạp, hai năm sau khi nhà sư phạm và tư tưởng người Pháp - Pierre de Coubertin đề xuất rằng thế vận hội Olympic của người Hy Lạp cổ đại cần được hồi sinh để tôn vinh nền hòa bình thế giới.
Chương trình Thế vận hội năm 1896 chỉ có các môn thể thao mùa hè (vì Thế vận hội mùa đông đến năm 1924 mới tổ chức) có 300 vận động viên đến từ 15 nước thi 43 môn thi đấu trong 9 môn thể thao khác nhau. Và đến thế vận hội mùa hè 100 năm sau đó tại Atlanta (Mỹ) 1996, có hơn 10.000 vận động viên đến từ hơn 190 nước thi 271 môn thi đấu trong 29 môn thể thao khác nhau.

### Ủy ban Olympic quốc tế
Thế vận hội được quản lý bởi Ủy ban Olympic quốc tế (viết tắt là IOC - International Olympic Committee), tổng hành dinh đặt tại Lausanne, Thụy Sĩ. IOC ra đời tại Paris năm 1894 như một ủy ban độc lập và tự lựa chọn các thành viên cho mình (tuy nhiên để bắt đầu tiến hành, Coubertin đã tự chọn cho mình 15 thành viên). Hầu hết các thành viên được bầu chọn vào IOC là những cá nhân, đơn vị đã phục vụ trong NOCs (National Olympic Committees – Các ủy ban Olympic quốc gia) tại chính quốc gia của thành viên đó.
Những thành viên đầu tiên của IOC là tất cả các thành viên châu Âu và châu Mỹ với một nước ngoại lệ là New Zealand (châu Úc). Thành viên châu Á đầu tiên gia nhập ủy ban là vào năm 1908 và châu Phi là 1910. Các thành viên của IOC phải nghỉ hưu vào tuổi 80 trừ phi họ được bầu chọn trước năm 1966.
IOC có chức năng giám sát, quyết định nơi sẽ tổ chức thế vận hội, lập các quy định về Olympic trên toàn thế giới và thương lượng về bản quyền truyền hình các chương trình trong thời gian diễn ra thế vận hội. IOC làm việc chặt chẽ với NOCs, Liên đoàn thể thao không chuyên quốc tế (The International Amateur Athletic Federation - IAAF) và các liên đoàn thể thao quốc tế khác (International Sports Federations - ISFs) để tổ chức các kỳ thế vận hội. ISFs chịu trách nhiệm về những điều luật quốc tế và các quy tắc của các môn thể thao mà họ có ảnh hưởng.
Chủ tịch IOC (được chọn từ các thành viên của IOC) được cộng tác bởi một ban lãnh đạo, nhiều phó chủ tịch và một số người của hội đồng IOC. Chủ tịch đầu tiên của IOC là ông Demetrius Vikélas, người Hy Lạp (làm việc 1894 -1896). Các chủ tịch tiếp theo là Count Henri de Baillet-Latour của Bỉ (1925-1942), J. Sigfrid Edström của Thụy Điển (1946-1952), Avery Brundage của Mỹ (1952-1972), Michael Morris, Lord Killanin của Ireland (1972-1980), Juan Antonio Samaranch của Tây Ban Nha (1980-2001), Jacques Rogge của Bỉ (2001-2013) và Thomas Bach (2013-).

### Quyết định các môn thi đấu
Để đăng cai thế vận hội, một thành phố phải đệ trình bản kế hoạch lên IOC. Sau khi tất cả các bản kế hoạch được đưa lên, IOC tiến hành bỏ phiếu. Nếu không có thành phố nào giành được nhiều phiếu trong lần bỏ phiếu đầu tiên thì thành phố ít phiếu nhất sẽ bị loại và tiếp tục bỏ phiếu cho đến khi chọn được mới thôi. Thế vận hội được quyết định trước đó vài năm, nhờ vậy thành phố giành được quyền đăng cai có đủ thời gian để chuẩn bị. Trong việc lựa chọn nơi tổ chức Olympic, IOC quyết định dựa trên một số nhân tố chủ yếu mà thành phố đó có hoặc hứa sẽ tạo những tiện nghi tốt nhất và hiệu quả.
IOC cũng quyết định những phần nào trên thế giới chưa được quyền đăng cai thế vận hội. Thí dụ như, thành phố Tokyo, Nhật Bản (thuộc châu Á) đăng cai Olympic Mùa hè 1964 thì sang năm 1968 tổ chức ở México (thuộc Mỹ Latinh). Vì sự phát triển quan trọng của truyền hình trên toàn thế giới, trong những năm gần đây, IOC cũng đưa vào việc chọn thành phố chủ nhà theo múi giờ. Ví dụ như mỗi khi thế vận hội diễn ra tại Mỹ hoặc Canada thì mạng truyền hình American sẵn sàng chịu nhiều chi phí bản quyền để phát hình trực tiếp rộng rãi vào những giờ chiếu phim.
Một khi thế vận hội diễn ra ở đâu thì sẽ được ủy ban tổ chức địa phương ở đó tài trợ (những tổ chức này không phải là IOC hay NOC của nước chủ nhà). Điều này thường kết thúc với phần chia lợi nhuận từ bản quyền truyền hình thế vận hội, tiền từ các tập đoàn tài trợ, tiền bán vé, tiền quảng cáo và những nguồn tài trợ nhỏ khác chẳng hạn như những con tem bưu điện làm kỉ niệm hoặc tiền thu từ vé số quốc gia. Trong nhiều trường hợp cũng có sự giúp đỡ của chính quyền nước sở tại.
Mặc dù nhiều thành phố giành được lợi nhuận từ thế vận hội, nhưng các kỳ Olympic cũng có thể khiến nhiều thành phố lâm vào tình trạng thiếu hụt tài chính. Ví dụ như Montréal, Canada đã chi ra một lượng lớn tiền bạc để chuẩn bị cho thế vận hội mùa hè năm 1976, nhưng số tiền thu được lại thấp hơn dự kiến khiến thành phố phải chịu nhiều khoản nợ lớn.

### Các vận động viên và tư cách tham dự
Mặc dù Hiến chương Olympic, luật chính thức của Ủy ban Olympic, tuyên bố rằng Olympic là cuộc thi giữa các cá nhân và không phải là giữa các quốc gia nhưng IOC lại phân công các NOC có nhiệm vụ tuyển chọn riêng các đội tuyển Olympic quốc gia. Trong hầu hết các trường hợp, NOC làm điều này để nắm được các vận động viên đã trải qua kiểm tra để được thi đấu tại thế vận hội hoặc để chọn những vận động viên dựa trên những thành tích mà họ đã đạt được trước đó.
Từ khi bắt đầu thế vận hội đến nay, các vận động viên nữ không chuyên của mọi tôn giáo, dân tộc đều có đủ tư cách tham dự. Mặc dù Coubertin phản đối sự tham gia thế vận hội của phụ nữ và không một phụ nữ nào thi đấu trong năm 1896, nhưng một số nhỏ vận động viên môn đánh gôn và quần vợt đã được thi đấu tại thế vận hội năm 1900.
Các vận động viên nữ trong môn bơi lội và lặn được phép thi đấu tại thế vận hội năm 1912, còn những môn như thể dục và điền kinh thì mãi đến năm 1928 họ mới được tham gia. Kể từ đó các môn thể thao Olympic của nữ phát triển đáng kể và hiện nay số lượng nữ vận động viên trong một đội đã chiếm đến khoảng phân nửa trừ một số đội đến từ các nước Ả-rập hồi giáo.
Coubertin và tổ chức IOC dự tính từ ban đầu là thế vận hội chỉ dành cho những vận động viên nghiệp dư. Tính chất không chuyên được xác định bởi sự tôn trọng triệt để với luật không chuyên, một luật lệ có từ thế kỷ 19 làm nền tảng để ngăn không cho các vận động viên chuyên nghiệp tham gia trong các môn thể thao như bơi thuyền và quần vợt.
Bởi vì luật không chuyên ngăn cản các vận động viên kiếm được bất kỳ chi phí nào từ các hoạt động có liên quan đến thể thao nên các vận động viên thuộc tầng lớp bình dân khó mà đủ khả năng vừa kiếm sống vừa tập luyện để thi đấu. Tuy nhiên các luật lệ của thế vận hội về tính không chuyên vẫn là nguyên nhân của nhiều tranh cãi trong nhiều năm.
Những câu hỏi đã được đưa ra như một vận động viên không chuyên có thể được đài thọ chi phí cho chuyến đi thi đấu, được đền bù chi phí thời gian mất việc, được thuê để dạy các môn thể thao hay không. Và những điều đó luôn được IOC (tổ chức đứng đầu trong việc xác định tính chuyên nghiệp trong các một thể thao khác) giải quyết một cách thỏa đáng.
Năm 1983, đa số các thành viên của IOC đều chấp nhận hầu hết các vận động viên Olympic thi đấu một cách chuyên nghiệp với ý muốn rằng các môn thể thao là hoạt động chính của họ. Sau đó IOC đã hỏi lại mỗi ISF để xác định tính tư cách của chính môn thể thao và qua thập niên sau thì gần như tất cả các ISF đã bãi bỏ sự khác biệt giữa các vân động viên nghiệp dư và các vận động chuyên nghiệp, còn gọi là thế vận hội mở. Một trong những ví dụ điển hình của sự thay đổi là vào năm 1992, khi các vận động viên chuyên nghiệp đến từ Liên đoàn bóng rổ quốc gia (NBA – National Basketball Association) đã được phép thi đấu tại thế vận hội mùa hè Barcelona, Tây Ban Nha.

### Những nghi thức
Thế vận hội luôn có những nghi thức, phần nhiều trong số đó thể hiện chủ đề tình hữu nghị và hợp tác hòa bình giữa các quốc gia.
Lễ khai mạc Thế vận hội luôn luôn có cuộc diễu hành của các đội tuyển đến từ mỗi quốc gia tham dự tại sân vận động chính. Đoàn Hy Lạp luôn là đoàn đi đầu để kỷ niệm nguồn gốc xa xưa của Thế vận hội và đội nước chủ nhà luôn là đội đi cuối cùng (trừ Olympic Athens 1896 và Olympic Athens 2004 do Hy Lạp là chủ nhà nên đoàn Hy Lạp đi cuối cùng).
Nghi lễ mở đầu là màn trình diễn tái hiện, hư cấu về thế vận hội qua thời gian trong một khung cảnh phức tạp và hoành tráng với âm nhạc và lời nói. Một trong những nghi lễ quan trọng là cuộc chạy rước đuốc và lễ rước đuốc Olympic. Ngọn lửa Olympic tượng trưng cho sự chuyển giao những ý nghĩa cao đẹp từ thế vận hội Hy Lạp cổ đại đến thế giới hiện đại. Ngọn đuốc Olympic được thắp sáng lần đầu tại Thế vận hội Mùa hè 1936. Trong cuộc chạy rước đuốc, ngọn lửa được thắp sáng tại thành phố Olympia, Hy Lạp và từ đó nó được nhiều người chạy bộ (trừ đường sông, biển) mang đi trải qua nhiều tuần lễ hoặc nhiều tháng trời để đến thành phố nước chủ nhà.
Sau khi người rước đuốc cuối cùng đã thắp ngọn lửa Olympic lên ngọn đuốc chính tại sân vận động, người đứng đầu của nước chủ nhà tuyên bố thế vận hội bắt đầu và những con chim bồ câu được thả ra để tượng trưng cho niềm hi vọng thế giới hòa bình.
Hai nghi thức đổi mới quan trọng khác đã xuất hiện sớm tại thế vận hội Antwerp, Bỉ năm 1920 đó là một lá cờ thế vận hội với năm vòng tròn có năm màu khác nhau trên nền trắng. Năm chiếc vòng tròn tượng trưng cho sự đoàn kết giữa các quốc gia năm châu: châu Phi, châu Mỹ, châu Á, châu Úc và châu Âu. Kế đến là sự ra đời của nghi thức đọc lời thề Olympic, được đọc bởi một thành viên của đội chủ nhà. Lời thề xác nhận cam kết của các vận động viên về tinh thần thể thao cao thượng trong thi đấu.
Nghi lễ trao huy chương cũng là một phần quan trọng của thế vận hội. Sau mỗi môn thi đấu cá nhân tại thế vận hội, các huy chương được tặng thưởng có 3 giải nhất, nhì và ba cho 3 người có thành tích cao nhất. Lễ trao huy chương diễn ra sau mỗi trận đấu chung kết của từng môn, các vận động viên thắng cuộc bước lên bục để nhận huy chương vàng (thực ra là huy chương mạ vàng), huy chương bạc (mạ bạc) và huy chương đồng, kế đến quốc kỳ các nước của họ được kéo lên trong tiếng nhạc quốc ca nghiêm trang. Một vài nhà phê bình đề nghị rằng vì những kỉ niệm chương dường như trái với tinh thần quốc tế mà IOC đã công bố. Những biểu tượng quốc gia nên thay bằng lá cờ Olympic và nhạc là bài hát chính thức của Olympic.
Ban đầu có một cuộc diễu hành khác của các quốc gia vào buổi lễ cuối cùng của thế vận hội. Tuy nhiên tại thế vận hội mùa hè vào năm 1956 tại Melbourne, Úc, các vận động viên đã tách khỏi hàng ngũ và đi lẫn vào nhau để kỉ niệm thế vận hội. Truyền thống này đã được tiếp tục tại các kỳ thế vận hội sau. Sau khi các vận động viên đã vào hết trong sân vận động Olympic tại buổi lễ, chủ tịch của IOC hẹn gặp lại các vận động viên và khán giả tại thế vận hội lần sau. Sau đó, chủ tịch IOC tuyên bố kết thúc thế vận hội và ngọn đuốc Olympic được tắt.

### Những buổi đầu
Sau khi thắng lợi trong cuộc Chiến tranh Giải phóng Dân tộc (1821 - 1829) phá tan xiềng xích nô dịch của Đế quốc Ottoman, Hy Lạp đã tìm cách "hồi sinh" Đại hội Olympic thời xa xưa nhằm làm quảng bá các di sản cổ đại của họ.
Đại hội Olympic của họ – bị giới hạn ở phạm vi dân tộc Hy Lạp – đã không thành công, diễn ra không thường xuyên và thu hút rất ít sự chú ý của quốc tế. Thế vận hội bị đình chỉ hoàn toàn vào năm 1889. Nhưng sau đó Coubertin đã thành công trong nỗ lực tổ chức thế vận hội một cách đàng hoàng vì quan niệm của ông về Đại hội thể thao mang tính quốc tế hơn là mang tính dân tộc.
Mặc dù lúc bắt đầu công việc, ông quan tâm đến thể thao như một cách để nâng cao tính sẵn sàng chiến đấu của quân đội Pháp, nhưng cuối cùng ông đã hình dung chúng như một công cụ để chiến thắng các cuộc xung đột giữa các quốc gia.
Coubertin bắt đầu phát triển những ý tưởng của mình cho một cuộc thi đấu thể thao quốc tế trong những năm 1880. Năm 1894 ông mời đại diện thể thao các nước đến Paris để thảo luận về thể thao không chuyên tại một đại hội thể thao quốc tế. Hội nghị có 78 đại biểu đến từ 9 quốc gia. Tại hội nghị, Coubertin đã dùng nghệ thuật và âm nhạc cổ điển để tạo ảnh hưởng với các đại biểu.
Ông làm họ ngạc nhiên với đề xuất làm sống lại thế vận hội Olympic của thời xưa và họ đã đồng ý ủng hộ. Coubertin muốn Đại hội Olympic hiện đại làm nổi bật các môn thể thao của thời xưa và hiện đại. Chẳng hạn như môn ném dĩa là biểu tượng cho sự tiếp nối của quá khứ vì người Hy Lạp cổ đại đã từng luyện tập thể thao.
Ngược lại, môn đua xe đạp là môn thể thao xuất hiện gần hơn nên đại diện cho thời hiện đại. Môn chạy marathon là để tưởng niệm một người lính Hy Lạp đã chạy bộ một mạch từ một thị trấn của Marathon đến Athens để báo tin quân Hy Lạp đã chiến thắng quân xâm lược Ba Tư, môn chạy này có khoảng cách ngắn hơn khoảng cách marathon thực sự là 42.2 km (khoảng 26.2 dặm) (đường đua dài nhất của Olympic cổ đại là khoảng 1000 m).
Sự bất ổn trong chính phủ Hy Lạp đe dọa sự chuẩn bị cho thế vận hội năm 1896, nhưng Coubertin đã đến Athens và tranh thủ được sự ủng hộ giúp đỡ của hoàng gia Hy Lạp trong việc tổ chức thế vận hội.
Mặc dù sau đó không có NOC để tuyển chọn các vận động viên và gửi họ đến thế vận hội, nhưng nhờ Coubertin quen biết với nhiều nhà thể thao người châu Âu và châu Mỹ nên đã vận động họ thành lập các đội tuyển quốc gia tại nước mình. Lúc ấy ước chừng một nửa số đội của châu Mỹ đến từ đại học Princeton vì ở đó có người bạn của Coubertin đang dạy môn lịch sử. Khoảng dưới 300 vận động viên đã thi đấu tại thế vận hội năm 1896 và không nhận được nhiều quan tâm của báo chí quốc tế, nhưng lại đủ sức thuyết phục để IOC tiếp tục các thế vận hội sau mỗi bốn năm.

### Olympic Mùa hè
Thế vận hội năm 1896 bao gồm các môn: đua xe đạp, đấu kiếm, thể dục, bắn bia, bơi lội, quần vợt, điền kinh, cử tạ và đấu vật. Các vận động viên người Mỹ chiếm ưu thế hơn hẳn tại thế vận hội nhưng những thành tích của những người thắng cuộc không cao bởi những tiêu chuẩn đánh giá đương thời. Thomas Burke, người Mỹ là người chiến thắng trong cuộc chạy đua nước rút cự ly 100m trong 12 giây, tức là thấp hơn 1 giây so với kỷ lục thế giới. Bất chấp những thành tích này, thế vận hội đã thành công khi làm hài lòng khán giả và những người tham gia.
Sự ủng hộ cộng đồng quốc tế cho thế vận hội 1900 tại Paris và thế vận hội 1904 tại St. Louis, Missouri, Mỹ đã làm Coubertin thất vọng, bởi vì cả hai kỳ thế vận hội này bị coi như là những "hội chợ quốc tế" hơn Olympic. Năm 1906, một thế vận hội đã được tổ chức tại Athens, Hy Lạp, vượt qua mọi phản đối của Coubertin. Mặc dù thế vận hội đã thành công nhưng những kết quả không bao giờ được xem như là phần chính trong lịch sử Olympic.
Tại Thế vận hội 1908 tại Luân Đôn, Anh, đã chứng kiến cuộc đua tài quyết liệt giữa người Anh và người Mỹ, lên đến đỉnh điểm là khi những viên chức người Anh đã khiêng vận động viên chạy marathon người Ý Dorando Pietri qua vạch khi anh này đã bị té gần đích đến. Điều này có nghĩa là vận động viên người Mỹ Johnny Hayes không thắng được cuộc đua. Tuy nhiên, sau khi các viên chức Mỹ lớn tiếng phản đối, Hayes đã được tuyên bố là người thắng cuộc.
4 năm sau tại Thế vận hội 1912 ở Stockholm, Thụy Điển, vận động viên người Mỹ Jim Thorpe thắng cả hai môn điền kinh năm môn phối hợp và điền kinh mười môn để rồi chỉ nhận được những quyết định thu hồi huy chương vào năm 1913 chỉ vì anh ta đã từng chơi bóng chày bán chuyên nghiệp (nhưng sau này vào năm 1982, IOC đã hoàn trả lại huy chương và chiến thắng chính thức cho Thorpe).
Môn bơi lội dành cho nữ cũng đã lần đầu tiên được đưa vào tổ chức tại Thế vận hội năm 1912 và hai vận động viên người Úc là Fanny Durack và Wilhelmina Wylie đã chiếm ưu thế. Lãnh đạo Ủy ban Olympic Hoa Kỳ James Sullivan đã không tán thành các môn thể thao nữ và không cho phép nữ công dân Mỹ thi đấu môn bơi lội tại thế vận hội 1912 (họ được phép thi bơi bắt đầu từ 1920).
Chiến tranh thế giới thứ nhất (1914–1918) đã buộc Thế vận hội 1916 tổ chức tại Berlin, Đức phải hủy bỏ. 4 năm sau, thông cảm với Bỉ, đất nước đã bị tàn phá nặng bởi sự xâm lăng của Đức trong thời gian chiến tranh, IOC quyết định tổ chức thế vận hội tại Antwerp.
Năm 1920, vận động viên môn chạy người Phần Lan là Paavo Nurmi, biệt danh "người Phần Lan bay", đã giành được 3 trong tổng số 9 huy chương vàng Olympic ở môn thi đấu của anh ta là chạy cự ly 1000 mét, chạy việt dã cá nhân và đồng đội.
Tại thế vận hội Paris 1924, Nurmi và vận động viên bơi lội người Mỹ Johnny Weissmuller là những vận động viên nổi bật. Thành tích chính của Nurmi là thắng trong môn chạy cự ly 1500 mét và 5000 mét. Còn Weissmuller đã thắng ở môn bơi tự do 100 mét, 400 mét và cũng là người thắng trong môn bơi đồng đội 4 x 200 mét bơi tự do.
Thế vận hội Amsterdam, Hà Lan 1928 thì đáng chú ý nhất là sự có mặt của các môn điền kinh nữ. Mặc dù có một vài lời phàn nàn về môn chạy điền kinh cự ly 800 mét năm 1928 vì môn này hơi quá sức đối với nữ và bị hủy bỏ mãi cho tới năm 1960 mới tiếp tục.
Năm 1930 IOC quyết định tiếp tục thử nghiệm các môn thể thao nữ tại thế vận hội Olympic. Nhờ quyết định này mà Babe Didrikson đã trở thành vận động viên nổi tiếng nhất tại thế vận hội Los Angeles 1932. Chị đã thắng trong môn chạy vượt rào cự ly 80 mét và môn ném lao, lập kỷ lục thế giới mới ở hai môn này và đứng hạng hai trong môn nhảy cao. Còn các vận động viên môn bơi lội người Nhật thì giành được những thành công lớn tại thế vận hội năm 1932 với thành tích tối thiểu một vận động viên Nhật Bản là vào đến các trận chung kết ở mỗi hạng mục thi đấu trong môn bơi lội. Đội Nhật Bản được tập luyện lâu hơn và khắt khe hơn đối phương. Những thành công của họ đã chứng minh những lợi ích của việc thực hiện luyện tập thể thao toàn thời gian tốt hơn là tập bán thời gian kiểu nghiệp dư.
Dấu hiệu khác của sự thay đổi là thế vận hội Los Angeles đã thành công với rất nhiều vận động viên có tuổi đời còn rất trẻ như vận động viên bơi lội người Nhật Kusuo Kitamura đã thắng trong môn bơi tự do cự ly 1500 mét khi chỉ mới có 14 tuổi.
Tại thế vận hội Berlin năm 1936 đã xảy ra sự kiện đặc biệt đó là việc chính phủ Quốc xã của nước chủ nhà đã tuyên truyền học thuyết cho rằng người da trắng là mạnh nhất và câu chuyện hay nhất của thế vận hội Berlin là vận động viên da đen người Mỹ là Jesse Owens, anh đã làm sụp đổ những tư tưởng của Đức Quốc xã khi chiến thắng ở môn đua cự ly ngắn 100 mét, 200 mét và môn nhảy cao. Owens cũng đoạt luôn huy chương thứ tư là chạy tiếp sức cự ly 4 x 100 mét.
Cả hai kỳ thế vận hội theo dự tính sẽ diễn ra tại Tokyo, Nhật Bản và Luân Đôn, nước Anh vào các năm 1940 và 1944 nhưng đều bị hủy bỏ vì Chiến tranh thế giới thứ hai đang diễn ra (1939-1945). Tuy nhiên thế vận hội năm 1948 được tổ chức bất chấp sự thật là nhiều thành viên của IOC nghĩ rằng những nỗi khủng khiếp của Chiến tranh thế giới thứ hai tạo ra trò cười cho thiên hạ về ước mơ thế giới hòa bình của Coubertin. Tuy nhiên những người chủ trương tiếp tục duy trì thế vận hội Olympic đã chiếm ưu thế và Luân Đôn trở thành chủ nhà.
Mặc dù Liên bang Xô Viết luôn cho rằng các thế vận hội là một âm mưu chính trị của chủ nghĩa tư bản, nhưng các nhà lãnh đạo của họ cũng quyết định gửi một đội đến thế vận hội Hensinki 1952, Phần Lan. Đội Xô Viết đã giành được thành công vang dội và người Mỹ bị "sốc" cho tới ngày cuối cùng của thế vận hội. Các vận động viên Xô Viết đoạt được nhiều huy chương hơn các vận động viên của Mỹ. Bốn năm sau, tại thế vận hội Melbourne, đội Xô Viết và Mỹ tiếp tục với những thành công của họ, được xếp thứ nhất và thứ hai trong bảng tổng sắp không chính thức về số huy chương quốc gia (những thành tích không chính thức được giữ kín số huy chương mà mỗi nước có được tại mỗi kỳ thế vận hội).
Đội Australia, dẫn đầu là hai vận động viên bơi lội Murray Rose, Dawn Fraser và hai vận động viên môn chạy là Betty Cuthbert và Shirley Strickland, họ giành được tổng cộng 13 huy chương vàng để giúp nước chủ nhà vươn lên đứng hàng thứ ba sau Liên bang Xô Viết và Mỹ.
Thế vận hội năm 1960, các vận động viên môn chạy người châu Phi như Wilson Kipriguit của Kenya và Abebe Bikila của Ethiopia đã giành được thành tích nổi trội tại thế vận hội, trong khi đó các vận động viên đến từ châu Âu lại chiếm ưu thế ở các môn như thể dục dụng cụ và cử tạ. Theo thứ tự mỗi kỳ thế vận hội kế tiếp nhau trong những năm 1960 là các năm 1960 (Rome - Ý), 1964 (Tokyo - Nhật Bản) và 1968 (Mexico City - Mexico) đã tạo ra các vận động viên "vàng" trong môn quyền Anh của Mỹ mà đã tiếp tục trở thành những võ sĩ quyền Anh chuyên nghiệp hạng nặng như Cassius Clay (sau này đổi tên là Muhammad Ali), Joe Frazier và George Foreman.
Tại thế vận hội Munich - Đức năm 1972, hai đội Đông Đức và Tây Đức trước đây vốn chung một đội (năm 1949) nay lại là hai đội riêng biệt đã giành được hạng ba và hạng tư trong bảng tổng sắp huy chương không chính thức. Mặc dù tại thế vận hội năm 1972 vận động viên Xô Viết là Ludmilla Tourischeva đã thắng toàn diện môn thể dục dụng cụ nhưng một vận động viên Xô Viết khác là Olga Korbut lại thu hút nhiều chú ý nhất, chị đoạt ba huy chương vàng, điều này đã giúp khởi đầu một thời kỳ mới của sự phát triển quốc tế của môn thể dục dụng cụ. Bốn năm sau, tại thế vận hội Montréal, vận động viên Nadia Comaneci của Rumani đã giành giải toàn diện trong môn thể dục dụng cụ và trong môn xà gồ, chị đã xuất sắc giành được điểm số tối đa là 10 điểm.
Thành tích nổi bật nhất tại thế vận hội năm 1976 đến từ đội bơi lội nữ của Đông Đức, họ giành thắng lợi 11 trong 13 làn bơi, vượt qua cả người Mỹ vốn được cho là chiếm ưu thế. Trong tổng số huy chương tại thế vận hội 1976 thì Đông Đức (tức CHDC Đức) với dân số khoảng 16 triệu người giành được 40 huy chương vàng. Ngược lại, nước Mỹ với dân số hơn 200 triệu người chỉ giành được có 34 huy chương vàng.
Thế vận hội 1980 tổ chức tại Matxcơva và năm 1984 tổ chức tại Los Angeles đã bị những cuộc tẩy chay lớn (vì lý do chính trị), nên đội chủ nhà của mỗi nước đã quyết tâm tạo một chiến thắng lớn trong mỗi năm. Tại thế vận hội 1980 với 62 quốc gia tuyên bố tẩy chay, đội Xô Viết đã giành được 80 huy chương vàng, 69 huy chương bạc và 46 huy chương đồng. Cũng tại thế vận hội này vận động viên quyền Anh người Cuba là Téofilo Stevenson đã giành liên tiếp ba huy chương vàng ở hạng võ sĩ hạng nặng. Tại thế vận hội 1984 khi Liên Xô và 16 nước khác tẩy chay thế vận hội, thì đội Mỹ tuyên bố giành được 83 huy chương vàng, 61 huy chương bạc và 30 huy chương đồng. Tại đây vận động viên người Mỹ Carl Lewis đã nổi lên như một vận động viên điền kinh vĩ đại nhất trong thời đại của anh ta với chiến thắng ở các môn chạy cự ly 100 mét, 200 mét, 4 x 100 mét tiếp sức và nhảy xa. Nữ vận động viên người Mỹ là Lou Retton đoạt giải toàn diện trong môn thể dục dụng cụ. Tại thế vận hội Seoul, Hàn Quốc, Carl Lewis lặp lại chiến thắng của mình trong môn nhảy xa và bị nhận huy chương vàng muộn ở môn chạy cự ly 100 mét sau khi vận động viên người Canada là Ben Johnson được coi là chiến thắng lại bị phát hiện có sử dụng chất ma túy.
Tại thế vận hội 1988, các vận động viên bơi lội Đông Đức, dẫn đầu là Kristin Otto đã giành chiến thắng 10 trong 15 môn dành cho nữ. Điều gây ấn tượng sâu sắc tương tự là vận động viên môn điền kinh người Mỹ Florence Griffith Joyner đã giành huy chương vàng ở môn chạy cự ly 100 mét, 200 mét, chạy tiếp sức 4 x 100 mét và Jackie Joyner Kersee đoạt huy chương vàng trong môn nhảy cao và điền kinh bảy môn phối hợp.
Thế vận hội Barcelona 1992 Tây Ban Nha không có riêng quốc gia nào thi đấu nổi trội nhất. Những vận động viên được biết nhiều nhất trước và sau thế vận hội là Hoa Kỳ với đội bóng rổ có tên là Dream Team với các vận động viên của NBA như Michael Jordan, Larry Bird và Magic Johnson. Đội này đã thi đấu nổi bật và đạt thành tích là huy chương vàng.
Năm 1996 lễ kỉ niệm 100 năm sự ra đời của thế vận hội hiện đại đã được tổ chức tại Atlanta, bang Georgia Hoa Kỳ. Có nhiều thành tích nổi bật tại thế vận hội này. Ở môn nhảy cầu, Fu Mingxia của Trung Quốc đã đoạt huy chương vàng ở thể loại cầu mềm 3 mét và cầu cứng 10 mét. Còn trong môn điền kinh, vận động viên người Mỹ Michael Johnson đã giành huy chương vàng ở môn chạy nước rút cự ly 200 mét và 400 mét. Trong khi đó vận động viên người Canada Donnovan Bailey chiến thắng ở môn chạy nước rút cự ly 100 mét. Thế nhưng thế vận hội đã thất bại bởi một nhóm khủng bố đã tấn công khu kỉ niệm thế vận hội của Atlanta. Một quả bom đã phát nổ vào buổi sáng ngày 27 tháng 8 làm một người chết và hơn 100 người bị thương nhưng thế vận hội vẫn tiếp tục diễn ra.

### Olympic Mùa Đông
Mặc dù môn trượt băng nghệ thuật là một môn tại thế vận hội mùa hè từ năm 1908 đến 1920 và môn khúc côn cầu trên băng (ice-hockey) được chơi trong năm 1920, nhưng IOC lại do dự trong việc mở đầu thế vận hội mùa đông bởi vì những điều kiện khí hậu khiến cho thế vận hội mùa đông chỉ giới hạn ở những nước có đủ điều kiện về tuyết trong mùa đông. Khi Thụy Điển và Na Uy lần đầu tiên tổ chức thế vận hội 1911, Mỹ đã phản đối vì điều kiện sân bãi. Trớ trêu thay, những người Scandinavi đã thay đổi suy nghĩ của họ tại cuộc họp của IOC năm 1921 tranh cãi rằng thế vận hội mùa đông không giống như thế vận hội mùa hè, không thể quy tụ các vận động viên đến từ mọi quốc gia. Tuy nhiên IOC cũng thắng phiếu và thành lập Thế vận hội mùa Đông.
Thế vận hội mùa đông lần đầu được tổ chức như một cuộc thi riêng biệt vào năm 1924 tại Chanix-Mont-Blanc, Pháp.Từ thời điểm đó đến năm 1992, thế vận hội mùa đông được tổ chức trong cùng năm với thế vận hội mùa hè nhưng bắt đầu từ thế vận hội mùa đông Lillehammer, Na Uy năm 1994, thế vận hội mùa đông được thay đổi lịch tổ chức sao cho cả hai thế vận hội mùa đông và mùa hè diễn ra xen kẽ nhau, nghĩa là nếu thế vận hội mùa hè tổ chức vào năm 1992 thì thế vận hội mùa đông sẽ tổ chức vào năm 1994 và lần kế tiếp của thế vận hội mùa đông là 1998 trong khi thế vận hội mùa hè là năm 1996. Thế vận hội mùa đông năm 1924 có 14 hạng mục thi đấu trong 5 môn thể thao khác nhau. Chương trình cho thế vận hội mùa đông năm 1998 tại Nagano của Nhật Bản là 60 hạng mục thi đấu trong 9 môn thể thao khác nhau.
Trong thế vận hội mùa đông đầu tiên, những nước thuộc vùng Scandinavi đã phản đối cuộc thi. Các vận động viên người Na Uy thắng cả bốn hạng mục thi đấu trượt tuyết, trong khi các đấu thủ người Phần Lan giành được phần thắng ở 4 trong 5 hạng mục thi đấu trượt tuyết tốc độ. Bốn năm sau, thế vận hội mùa đông đầu tiên đã thu hút nhiều chú ý của quốc tế khi tại Saint Moritz, Thuỵ Sĩ, vận động viên trượt tuyết người Na Uy, chị Sonja Henie đã giành thắng lợi liên tiếp trong 3 thể loại trượt tuyết của thế vận hội. Với tài năng thiên phú của mình, chiến thắng của chị tại thế vận hội 1932 và 1936 đã góp phần đưa chị lên đỉnh cao thành công chói lọi như một minh tinh màn bạc.
Thế vận hội mùa đông trong các năm 1940 và 1944 đã bị hủy bỏ vì Chiến tranh thế giới thứ hai diễn ra (đáng lẽ đã được tổ chức tại Sapporo, Nhật Bản và Cortina d’Ampezzo, Ý). Tại thế vận hội mùa đông đầu tiên sau chiến tranh ở Sain Moritz, vận động viên người Canada, Barbara Ann Scott đã giành huy chương vàng ở môn trượt băng nghệ thuật nữ, trong khi vận động viên người Mỹ là Dick Button cũng chiến thắng ở môn này dành cho nam. Đội khúc côn cầu trên băng của Canada đã giành huy chương vàng trong khi đó vận động viên người Mỹ Gretchen Fraser giành huy chương vàng trong môn trượt tuyết "slalom" dành cho nữ (thể loại "Slalom" nghĩa là trượt tuyết xuống dốc chữ chi có các chướng ngại vật).
Tại thế vận hội mùa đông Oslo Na Uy năm 1952, đội khúc côn cầu trên băng của Canada lại một lần nữa giành được huy chương vàng. Còn các vận động viên trượt tuyết người Mỹ tiếp tục thành công của họ ở các môn trượt tuyết tại thế vận hội mùa đông Cortina d’Ampezzo năm 1956 với chiến thắng của Hayes Jenkins ở hạng mục dành cho nam và Tenley Albright trở thành vận động viên nữ đầu tiên của Mỹ giành huy chương vàng ở môn này. Vận động viên môn trượt tuyết xuống dốc người Ý là Toni Sailer đã xuất sắc giành được cả ba huy chương vàng ở môn thể loại trượt tuyết là: xuống dốc, "slalom", và "salom" rộng. Vận động viên David Jenkins, em trai của Hayes Jenkins thì lặp lại thành tích chiến thắng ở môn trượt băng nghệ thuật nam tại thế vận hội mùa đông Squaw Valley, California, trong khi đó một vận động viên người Mỹ khác Carol Heiss đã giành được huy chương vàng ở môn này dành cho nữ.
Tại thế vận hội mùa đông năm 1964 được tổ chức tại Innsbruck - Áo, vận động viên môn trượt tuyết băng đồng người Thụy Điển là Sixten Jernberg đã giành được huy chương thứ 9 cuối cùng của mình với một huy chương vàng ở thể loại 50 mét cá nhân, một ở thể loại 4 x 10 km đồng đội và một huy chương đồng ở thể loại 15 km. Còn hai vận động viên của Liên Xô là Liudmila Belousova và Oleg Protopopov thì giành được huy chương vàng ở thể loại trượt băng nghệ thuật đôi nam nữ. Cặp vận động viên này đã lặp lại thành tích của họ ở thế vận hội mùa đông Grenoble, Pháp năm 1968. Còn vận động viên người Mỹ là Peggy Fleming đã giành được huy chương vàng ở hạng mục trượt băng nghệ thuật đơn nữ.
Thế vận hội mùa đông 1968 cũng đã nổi tiếng với sự thành công xuất sắc của Jean Claude Killy, vận động viên người Pháp, anh đã lặp lại kỳ công của Sailer khi đoạt cả ba huy chương vàng ở hạng mục nam môn trượt tuyết băng đồng. Tại thế vận hội mùa đông năm 1972 tổ chức ở Sapporo, Nhật Bản, vận động viên trượt tuyết tốc độ người Hà Lan là Ard Schenk đã thắng lớn với 3 huy chương vàng ở 3 cự ly là 1500 mét, 5000 mét và 10.000 mét.
Tại thế vận hội mùa đông 1976, Innsbruck lần nữa lại là nhà tổ chức. Vận động viên trượt tuyết tốc độ người Mỹ là Eric Heiden đã nổi tiếng tại thế vận hội mùa đông Lake Placid, New York, Mỹ năm 1980 khi anh "lãnh trọn" cả năm huy chương vàng ở thể loại trượt tuyết tốc độ cự ly 500 mét, 1000 mét, 1500 mét và 10000 mét.
Thế vận hội mùa đông Sarajevo, Nam Tư năm 1984 thì nam vận động viên người Mỹ là Scott Hamilton đã giành được huy chương vàng ở môn trượt băng nghệ thuật và nữ vận động viên người Đông Đức là Katarina Witt cũng đoạt huy chương vàng ở môn này.
Bốn năm sau, tại thế vận hội mùa đông Calgary, Alberta, Canada, Katarina Witt lại một lần nữa giành chiến thắng, còn người chiến thắng hạng mục nam là vận động viên người Mỹ Brian Boitano. Cặp vận động viên trượt băng nghệ thuật của Liên Xô là Ekaterina Gordeeva và Sergei Grinkov đoạt huy chương vàng trong khi đó vận động viên môn trượt tuyết tốc độ người Mỹ Bonnie Blair cũng đã giành được huy chương vàng (cự ly 500 mét), đây là chiếc huy chương vàng đầu tiên trong 5 chiếc huy chương vàng ở 3 kỳ Olympic của cô. Còn ở môn trượt tuyết dốc thì vận động viên người Ý là Alberto Tomba đoạt huy chương vàng.
Thế vận hội mùa đông Albertville, Pháp năm 1992 thì huy chương vàng môn trượt băng nghệ thuật nữ thuộc về vận động viên người Mỹ gốc Nhật Kristi Yamaguchi và hai huy chương vàng ở môn trượt tuyết tốc độ cự ly 500 mét và 1000 mét thuộc về vận động viên Bonnie Blair. Tomba lặp lại thành tích của mình với chiến thắng ở môn trượt tuyết "slalom" vùng rộng. Cặp vận động viên trượt băng nghệ thuật của Liên Xô là Ekaterina Gordeeva và Sergei Grinkov tiếp tục chiến thắng ở môn này tại thế vận hội mùa đông Lillehammer năm 1994 và ở môn đơn nữ thì người chiến thắng là vận động viên người Ukraina Oksana Baiul. Một lần nữa vận động viên Bonnie Blair lại chiến thắng ở môn trượt tuyết tốc độ cự ly 500 mét và 1000 mét.
Tại thế vận hội mùa đông Nagano - Nhật Bản năm 1998, vận động viên trượt tuyết Bắc Âu người Na Uy là Biorn Daehlie đã giành được 3 huy chương vàng ở các cự ly 1000 mét, 5000 mét, 2 x 10 km tiếp sức và một huy chương bạc (15 km "rượt đuổi"). Sau một lần té ngã nghiêm trọng ở thể loại trượt tuyết băng đồng, vận động viên người Áo Hermann Maier đã nhanh chóng hồi phục và đoạt luôn hai huy chương vàng ở thể loại "slalom" lớn và "slalom" siêu lớn. Đội nhảy xki (tức là thực hiện một cú nhảy cao và xa sau khi đã trượt tuyết một đoạn dài) của Nhật tính chung được 4 huy chương, gồm cả một huy chương vàng đồng đội. Các nữ vận động viên của Mỹ đã nổi bật với thành tích tại một số môn như cặp Tara Lipinski và Michelle Kwan giành được huy chương vàng và bạc ở môn trượt băng nghệ thuật; Picapo Street chiến thắng trong môn "slalom" siêu lớn; Nikki Stone thắng ở môn trượt ván trên không tự do và đội khúc côn cầu trên băng nữ cũng đã đoạt chức vô địch.

### Những xáo động về chính trị
Mặc dù Thế vận hội được thành lập với ước mơ tốt đẹp cho nền hòa bình thế giới, nhưng đã có một thời Olympic hiện đại đã thực sự trở thành một sự kiện quốc tế quan trọng, nó cũng trở thành một "sàn đấu" cho những tranh cãi chính trị. Những Thế vận hội được nhiều người nói đến nhất là Thế vận hội Berlin năm 1936. IOC đã bỏ phiếu cho Berlin vào năm 1931 trước khi các thành viên của Ủy ban này biết rằng Đảng Quốc xã sẽ nhanh chóng nắm quyền điều hành nước Đức. Trong những năm đầu của những năm 1930, dưới luật lệ của Đức quốc xã, những vận động viên Đức – Do Thái đã bị loại ra khỏi đội tuyển Đức. Điều này đã vi phạm Hiến chương Olympic khiến cho người Mỹ đòi tẩy chay Thế vận hội 1936. Hoạt động tẩy chay đã thất bại bởi vì nhà lãnh đạo của Ủy ban Olympic Hoa Kỳ thời đó là Avery Brundage tin rằng các viên chức của Đức sẽ cho phép các vận động viên người Đức - Do Thái thi đấu. Thật vậy, nhưng chỉ có 2 vận động viên người Do Thái có mặt trong đội tuyển Đức tại Thế vận hội Olympic 1936.
Có nhiều cuộc tẩy chay Thế vận hội đã xảy ra của nhiều quốc gia khác nhau. Năm 1956, Ai Cập, Liban và Iraq đã tẩy chay Thế vận hội Melbourne để phản đối sự xâm lăng của Anh, Pháp lên đất nước họ và sự "có mặt" của Israel tại Trung Đông. Những cuộc tẩy chay lớn đã xảy ra vào các năm 1976, 1980 và 1984. Năm 1976, nhiều quốc gia châu Phi yêu cầu New Zealand phải bị đuổi khỏi Thế vận hội Montréal vì "cái tội" đội bóng bầu dục của họ đã "chơi xấu" đội Nam Phi (thời đó vẫn còn luật lệ của những người ủng hộ chủ nghĩa Apacthai). Khi IOC không đồng ý với những yêu cầu của các nước châu Phi với lý do rằng bóng bầu dục không phải là môn thể thao Olympic (???), các vận động viên của 28 quốc gia châu Phi đã được chính phủ của họ gọi về nước. Còn vấn đề về cuộc tẩy chay Thế vận hội Moscow năm 1980 là sự xâm chiếm Afghanistan năm 1979 của Liên Xô. Mặc dù Tổng thống Mỹ Jimmy Carter đã buộc USOC (Ủy ban Olympic Hoa Kỳ) phải từ chối lời mời tham dự Thế vận hội 1980, nhiều NOC (Ủy ban Olympic quốc gia) khác đã bất chấp những đề nghị của chính phủ để tẩy chay Thế vận hội. Lúc đó Tổng thống Carter đã hành động để làm thất bại Thế vận hội 1980 (có tới 62 quốc gia tẩy chay Thế vận hội) và rõ ràng hành động này sẽ dẫn tới sự "trả đũa" của Liên Xô và đồng minh của họ. Và sự "trả đũa" này đã xảy ra tại Thế vận hội Los Angeles. Mặc dù Romania đã gửi một đội tới tham dự nhưng 16 nước đồng minh của Liên Xô đã tẩy chay thế vận hội này.
Từ những năm 1940 đến những năm 1980, IOC cũng đã đụng phải những vấn đề chính trị bởi những mâu thuẫn của các quốc gia. Một vấn đề khó xử có liên quan tới đội tuyển Olympic Trung Quốc và Đài Loan là vì mâu thuẫn chính trị giữa một bên là nước Cộng hòa Nhân dân Trung Hoa ở đại lục  và Trung Hoa Dân Quốc ở đảo Đài Loan. Năm 1952, IOC quyết định mời cả hai đội Trung Quốc và Đài Loan, nhưng mâu thuẫn chính trị đã dẫn tới việc tẩy chay Thế vận hội hàng thập niên của Trung Quốc đại lục. Họ đã không gửi đội tuyển tham dự Thế vận hội mãi cho đến Thế vận hội Lake Placid năm 1980.
Một rắc rối chính trị khác là vào năm 1949, vì nước Đức bị phân chia thành hai thể chế chính trị khác nhau là Đông Đức và Tây Đức nên đã nảy sinh vấn đề là nên có một hay hai đội tuyển Đức. IOC cố gắng giải quyết vấn đề này bằng cách "năn nỉ" kết hợp đội tuyển Đông và Tây Đức làm một. Các cuộc đàm phán kéo dài trong nhiều năm và giải pháp này được thử nghiệm lần đầu tiên tại thế vận hội Melbourne 1956, nhưng sau đó đã tách ra. Mãi cho tới năm 1992, khi nước Đức thống nhất, cả hai đội này mới nhập lại làm một. IOC cũng đã từng phải đương đầu với sự phân biệt chủng tộc ở Nam Phi. IOC đã bỏ phiếu năm 1968 loại trừ đội Nam Phi ra khỏi Thế vận hội nhằm làm áp lực buộc chính phủ nước này từ bỏ luật Apartheid. Mãi cho tới thế vận hội Barcelona 1992, khi đó chủ nghĩa Apartheid không còn tồn tại nữa, Nam Phi mới được tham dự.
Bạo lực cũng xảy ra tại các kỳ thế vận hội. Vào giữa kỳ Thế vận hội Munich 1972, hoạt động của thế vận hội đã trải qua những giờ phút bi thảm nhất. Một nhóm khủng bố vũ trang người Palestine đã xâm nhập vào làng Olympic (nơi ở của các vận động viên của các nước trong thời gian diễn ra thế vận hội), giết chết 2 thành viên của đội Israel và bắt đi chín con tin. Trong khi IOC họp hội nghị khẩn cấp thì được tin một cuộc đấu súng đã nổ ra và tất cả chín con tin cùng với 5 tên khủng bố bị giết chết, thế vận hội ngưng hoạt động một ngày. IOC quyết định thế vận hội vẫn diễn ra và đã được Israel tán thành.

### Những tiến bộ gần đây
Trải qua nhiều thế kỷ với chiến tranh và xáo động chính trị, thế vận hội đã đạt được nhiều thành công trong những năm gần đây, thu hút nhiều công chúng hơn và thu được nhiều tiền hơn. Phần nhiều của sự thu hút công chúng và giàu có là nhờ sự phát triển của những phương tiện liên lạc vệ tinh và các chương trình truyền hình toàn cầu. Chẳng những càng ngày càng có nhiều người theo dõi thế vận hội mà còn có nhiều cơ hội phát triển việc bán bản quyền truyền hình thế vận hội với số tiền lên đến hàng trăm triệu đôla. Với các phần của thu nhập này, giờ đây các ủy ban tổ chức có thể tổ chức những thế vận hội hoành tráng mà không sợ phải gánh chịu những khoản nợ khổng lồ giống như ủy ban tổ chức thế vận hội Montréal, Canada năm 1976. Có nhiều tiền hơn, IOC cũng có thể trợ cấp để phát triển các môn thể thao ở các quốc gia kém phát triển. Thế vận hội cũng trở nên lệ thuộc vào các công ty đa quốc gia vì các công ty này luôn sẵn sàng chi ra hàng triệu đôla để trở thành nhà tài trợ chính thức của thế vận hội và dùng biểu tượng của thế vận hội để quảng cáo sản phẩm của họ. Điều này đã khiến cho hoạt động thế vận hội bị thương mại hóa.
Một vấn đề nghiêm trọng khác là việc dùng thuốc để nâng cao thành tích trong thế vận hội (còn gọi là doping), đặc biệt là đồng hóa xteroit và hoóc-môn tăng trưởng của người. Các loại thuốc này bị cấm nhưng các vận động viên vẫn nghĩ rằng họ cần phải dùng chúng nếu phải thi đấu với trình độ Olympic. Sau khi nước Đức thống nhất vào năm 1990, bằng chứng về những gì mà những người quan sát nghi ngờ được đưa ra: hơn 20 năm qua, NOC của Đông Đức đã cung cấp thuốc nâng cao thành tích một cách có hệ thống cho các vận động viên chuyên nghiệp của họ. Từ 1968, IOC đã giải quyết vấn đề này bằng việc lập một Ủy ban chịu trách nhiệm trong việc phát hiện và phạt những người nào sử dụng các loại thuốc cấm đó. Nhờ những nỗ lực này mà nhiều vận động viên Olympic đã bị bắt và hủy bỏ tư cách tham dự Olympic, thế nhưng việc dùng các loại thuốc cấm vẫn không chấm dứt.
Năm 1999, ban lãnh đạo của IOC bắt đầu cải cách phương pháp lựa chọn các thành phố đăng cai thế vận hội. Các thay đổi xảy ra sau khi có phát hiện nhiều quan chức của IOC đã vi phạm lời thề trong Hiến chương Olympic bởi họ bị cho là đã nhận những khoản chi trả bằng tiền mặt và những món quà "bồi dưỡng" bất chính từ các thành phố tranh cử quyền đăng cai thế vận hội. Các vi phạm đã xảy ra khi thành phố Salt Lake, Utah thắng lợi tại Thế vận hội Mùa đông 2002, và thành phố này vẫn được quyền đăng cai nhưng nhiều quan chức của Ủy ban tổ chức địa phương đã từ chức và nhiều người của IOC đã bị đuổi trong vụ bê bối.

## Những hạn chế về các hạng mục tổ chức tại Olympic
Không phải môn nào cũng được tổ chức tại Olympic, ví dụ môn bóng bầu dục được toàn nước Mỹ ưa chuộng không có trong Olympic. Tất cả do Hiến chương Olympic quy định về các hạng mục được đưa vào Olympic là:
- Các hạng mục thi đấu chính thức trong Olympic phải được Ủy ban Olympic Quốc tế thừa nhận, do Ủy ban Liên hợp thể thao từng hạng mục quản lý.
- Các nội dung thi đấu nam tại Olympic mùa hè cần được triển khai rộng rãi bởi 75 quốc gia và 4 châu lục. Còn các nội dung nữ cần được triển khai tại 45 quốc gia và 3 châu lục. Các nội dung tại Thế vận hội mùa đông cần phải được triển khai rộng tại ít nhất 25 quốc gia và 3 châu lục.
- Các hạng mục này cần được xác định 7 năm trước khi thế vận hội tổ chức. Xác định một ngày rồi thì không thay đổi nữa.

## Ý nghĩa lá cờ 5 vòng tròn

Lá cờ 5 vòng tròn lồng vào nhau

Lá cờ 5 vòng tròn là một biểu trưng tiêu biểu của Olympic. Lá cờ tung bay mỗi khi Olympic đến. Lá cờ biểu trưng cho 5 châu lục: màu vàng châu Á, màu xanh lục châu Âu, màu đen châu Phi, màu xanh lam châu Đại Dương, màu đỏ châu Mỹ. 5 màu vòng tròn đan vào nhau trên nền màu trắng như sự bình đẳng, tinh thần đoàn kết giữa các nước, các châu lục hay chính ý nghĩa của Olympic.

## Danh sách các kỳ thế vận hội
| Năm  | Tên                       | Địa điểm                                      | Chú thích                                 |
| ---- | ------------------------- | --------------------------------------------- | ----------------------------------------- |
| 1896 | Thế vận hội Mùa hè 1896   | Athens, Hy Lạp                                |                                           |
| 1900 | Thế vận hội Mùa hè 1900   | Paris, Pháp                                   |                                           |
| 1904 | Thế vận hội Mùa hè 1904   | St. Louis, Hoa Kỳ (dự định tổ chức ở Chicago) |                                           |
| 1908 | Thế vận hội Mùa hè 1908   | Luân Đôn, Anh Quốc                            |                                           |
| 1912 | Thế vận hội Mùa hè 1912   | Stockholm, Thụy Điển                          |                                           |
| 1916 | Thế vận hội Mùa hè 1916   | Berlin, Đức                                   | Bị hủy bỏ do Thế chiến I                  |
| 1920 | Thế vận hội Mùa hè 1920   | Antwerpen, Bỉ                                 |                                           |
| 1924 | Thế vận hội Mùa hè 1924   | Paris, Pháp                                   |                                           |
| 1924 | Thế vận hội Mùa đông 1924 | Chamonix, Pháp                                |                                           |
| 1928 | Thế vận hội Mùa hè 1928   | Amsterdam, Hà Lan                             |                                           |
| 1928 | Thế vận hội Mùa đông 1928 | St. Moritz, Thụy Sĩ                           |                                           |
| 1932 | Thế vận hội Mùa hè 1932   | Los Angeles, Hoa Kỳ                           |                                           |
| 1932 | Thế vận hội Mùa đông 1932 | Lake Placid, Hoa Kỳ                           |                                           |
| 1936 | Thế vận hội Mùa hè 1936   | Berlin, Đức                                   |                                           |
| 1936 | Thế vận hội Mùa đông 1936 | Garmisch-Partenkirchen, Đức                   |                                           |
| 1940 | Thế vận hội Mùa hè 1940   | Helsinki, Phần Lan                            | Bị hủy bỏ do Thế chiến II                 |
| 1944 | Thế vận hội Mùa hè 1944   | Luân Đôn, Anh Quốc                            | Bị hủy bỏ do Thế chiến II                 |
| 1948 | Thế vận hội Mùa hè 1948   | Luân Đôn, Anh Quốc                            |                                           |
| 1948 | Thế vận hội Mùa đông 1948 | St. Moritz, Thụy Sĩ                           |                                           |
| 1952 | Thế vận hội Mùa hè 1952   | Helsinki, Phần Lan                            |                                           |
| 1952 | Thế vận hội Mùa đông 1952 | Oslo, Na Uy                                   |                                           |
| 1956 | Thế vận hội Mùa hè 1956   | Melbourne, Úc                                 |                                           |
| 1956 | Thế vận hội Mùa đông 1956 | Cortina d'Ampezzo, Ý                          |                                           |
| 1960 | Thế vận hội Mùa hè 1960   | Roma, Ý                                       |                                           |
| 1960 | Thế vận hội Mùa đông 1960 | Squaw Valley, Hoa Kỳ                          |                                           |
| 1964 | Thế vận hội Mùa hè 1964   | Tokyo, Nhật Bản                               |                                           |
| 1964 | Thế vận hội Mùa đông 1964 | Innsbruck, Áo                                 |                                           |
| 1968 | Thế vận hội Mùa hè 1968   | Thành phố México, México                      |                                           |
| 1968 | Thế vận hội Mùa đông 1968 | Grenoble, Pháp                                |                                           |
| 1972 | Thế vận hội Mùa hè 1972   | München, Tây Đức                              |                                           |
| 1972 | Thế vận hội Mùa đông 1972 | Sapporo, Nhật Bản                             |                                           |
| 1976 | Thế vận hội Mùa hè 1976   | Montréal, Canada                              |                                           |
| 1976 | Thế vận hội Mùa đông 1976 | Innsbruck, Áo                                 |                                           |
| 1980 | Thế vận hội Mùa hè 1980   | Moskva, Liên Xô                               |                                           |
| 1980 | Thế vận hội Mùa đông 1980 | Lake Placid, Hoa Kỳ                           |                                           |
| 1984 | Thế vận hội Mùa hè 1984   | Los Angeles, Hoa Kỳ                           |                                           |
| 1984 | Thế vận hội Mùa đông 1984 | Sarajevo, Nam Tư                              |                                           |
| 1988 | Thế vận hội Mùa hè 1988   | Seoul, Hàn Quốc                               |                                           |
| 1988 | Thế vận hội Mùa đông 1988 | Calgary, Canada                               |                                           |
| 1992 | Thế vận hội Mùa hè 1992   | Barcelona, Tây Ban Nha                        |                                           |
| 1992 | Thế vận hội Mùa đông 1992 | Albertville, Pháp                             |                                           |
| 1994 | Thế vận hội Mùa đông 1994 | Lillehammer, Na Uy                            |                                           |
| 1996 | Thế vận hội Mùa hè 1996   | Atlanta, Hoa Kỳ                               |                                           |
| 1998 | Thế vận hội Mùa đông 1998 | Nagano, Nhật Bản                              |                                           |
| 2000 | Thế vận hội Mùa hè 2000   | Sydney, Úc                                    |                                           |
| 2002 | Thế vận hội Mùa đông 2002 | Salt Lake, Hoa Kỳ                             |                                           |
| 2004 | Thế vận hội Mùa hè 2004   | Athens, Hy Lạp                                |                                           |
| 2006 | Thế vận hội Mùa đông 2006 | Torino, Ý                                     |                                           |
| 2008 | Thế vận hội Mùa hè 2008   | Bắc Kinh, Trung Quốc                          |                                           |
| 2010 | Thế vận hội Mùa đông 2010 | Vancouver, Canada                             |                                           |
| 2012 | Thế vận hội Mùa hè 2012   | Luân Đôn, Anh Quốc                            |                                           |
| 2014 | Thế vận hội Mùa đông 2014 | Sochi, Nga                                    |                                           |
| 2016 | Thế vận hội Mùa hè 2016   | Rio de Janeiro, Brasil                        |                                           |
| 2018 | Thế vận hội Mùa đông 2018 | Pyeongchang, Hàn Quốc                         |                                           |
| 2020 | Thế vận hội Mùa hè 2020   | Tokyo, Nhật Bản                               | Bị hoãn đến năm 2021 do đại dịch COVID-19 |
| 2022 | Thế vận hội Mùa đông 2022 | Bắc Kinh, Trung Quốc                          |                                           |
| 2024 | Thế vận hội Mùa hè 2024   | Paris, Pháp                                   |                                           |
| 2026 | Thế vận hội Mùa đông 2026 | Milano,Ý                                      |                                           |
| 2028 | Thế vận hội Mùa hè 2028   | Los Angeles, Hoa Kỳ                           |                                           |
| 2032 | Thế vận hội Mùa hè 2032   | Brisbane, Úc                                  |                                           |